# Друзі: Возз'єднання
«Друзі: Возз'єднання», також відомий як "Там, де вони збираються разом" — це спецепізод американського телевізійного ситкому «Друзі», що вийшов на екрани у 2021 році — через 17 років після закінчення культового серіалу «Друзі». Виконавчим директором фільму виступили співавтори оригінального шоу Марта Кауффман, Девід Крейн, Кевін С. Брайт. У шоу взяли участь усі головні актори оригінального серіалу. Бен Вінстон став режисером нового епізоду. В новому епізоді неігрового шоу головні актори «Друзів» повертаються в декорації оригінального серіалу (такі як квартира Друзів, кав'ярня Central Perk і фонтан Друзі), зустрічаються з зірковими гостями, які з'являлися свого часу в серіалі, а також спілкуються з новими особливими гостями, пригадують улюблені епізоди культового серіалу та діляться пікантними закадровими моментами зйомок.
Прем'єра спецепізоду Друзі: Возз'єднання з оригінальною англійськомовною аудіо-доріжкою в США відбулася 27 травня 2021 року на каналі HBO Max Прем'єра спецепізоду з українськомовним багатоголосим озвученням в Україні відбулася 10 червня 2021 року на vod-платформі oll.tv (кількома тижнями раніше, 27 травня 2021 року, прем'єра спецепізоду з російськомовним дубляжем відбулася в Росії/СНД (включно з Україною) на російській vod-платформі Amediateka; офіційним посередником Amediateka в Україні є vod-платформа oll.tv)

## Виробництво
12 листопада 2019 року The Hollywood Reporter оголосив, що Warner Bros. розробляє «Друзі: Возз'єднання» для HBO Max, у фільмі буде представлений весь акторський склад відомого ситкому і працюватимуть над фільмом ті ж автори, що створили культовий серіал «Друзі». 21 лютого 2020 року WarnerMedia оголосила, що спеціальний випуск серіалу Друзі знаходиться у виробництві, а всі зіркові актори та автори повернулися до співпраці над фільмом.
Продюсерами епізоду «Друзі: Возз'єднання» стали співавтори шоу Кевін С. Брайт, Марта Кауффман та Девід Крейн, а усі зікрові актори шоу — Дженніфер Еністон, Кортні Кокс, Ліза Кудроу, Метт Леблан, Метью Перрі та Девід Швіммер повернулися на майданчик, щоб створити новий епізод улюбленого серіалу. Бен Вінстон став режисером і виконавчим продюсером шоу.

### Зйомки
Новий епізод «Друзів» був знятий у Лос-Анджелесі, штат Каліфорнія, в павільйоні 24, який також називають Павільйон «Друзів» у Warner Bros. Studios, де оригінальний серіал «Друзі» знімали з другого сезону. Зйомки «Друзі: Возз'єднання» розпочались у квітні 2021 року. Зйомки шоу відкладались двічі, спочатку в березні 2020 року, а вдруге — в серпні 2020 року, обидва рази через пандемію COVID-19.
Епізод був знятий за участі справжніх глядачів переважно акторів статистів, з дотриманням усіх норм попередження COVID.

## Актори

### Акторський склад
- Дженніфер Еністон
- Кортні Кокс
- Ліза Кудроу
- Метт Леблан
- Метью Перрі
- Девід Швіммер

### Зіркові гості
- Девід Бекхем
- Джастін Бібер
- BTS
- Джеймс Корден
- Сінді Кроуфорд
- Кара Делевінь
- Елліотт Ґулд
- Кіт Герінґтон
- Lady Gaga
- Ларрі Генкін
- Мінді Калінг
- Томас Леннон
- Крістіна Піклз
- Том Селлек
- Джеймс Майкл Тайлер
- Маргарет Емілі Джейкобсон
- Різ Візерспун
- Малала Юсафзай

## Реліз

### Реліз закордоном
Вихід нового епізоду «Друзі: Возз'єднання» спочатку планувався на платформі HBO Max 27 травня 2020 року разом з іншими 236 серіями оригінального серіалу, усі епізоди якого були вже доступні сервісі на момент запуску. 13 травня 2021 року вийшов тизер-трейлер, що оголосив, що прем'єра спецепізоду відбудеться 27 травня 2021 року на каналі HBO Max. Того ж дня, 27 травня 2021 року спецепізод показали на Sky One і Now у Великій Британії, Foxtel Now і Binge в Австралії, TVNZ 2 і TVNZ OnDemand в Новій Зеландії, та ZEE5 в Індії.

#### Цензура спецепізоду у деяких закордонних країнах
Китайські потокові сайти Youku, iQIYI та Tencent Video видалили з фільму «Друзі: Возз'єднання» сцени з Леді Гагою, Джастіном Бібером та BTS. Хоча незрозуміло, хто замовив таке скорочення, відомо, що Леді Гага отримала заборону на показ в Китаї після зустрічі 2016 року з Далай-ламою. Джастіну Біберу також було заборонено виступати в Китаї, а влада звинуватила його в «поганій поведінці» в 2017 році. BTS зіткнулися з закликами бойкотувати в Китаї в 2020 році після того, як член групи RM схвалив союз між США та Південною Кореєю під час корейської війни.

### Реліз в Україні
Прем'єра спецепізоду з українськомовним багатоголосим озвученням в Україні відбулася 10 червня 2021 року на vod-платформі oll.tv(кількома тижнями раніше, 27 травня 2021 року, прем'єра спецепізоду з російськомовним дубляжем відбулася в Росії/СНД (включно з Україною) на російській vod-платформі Amediateka; офіційним посередником Amediateka в Україні є vod-платформа oll.tv)

## Оцінки
На Rotten Tomatoes рейтинг фільму «Друзі: Возз'єднання» становить 63 % на основі 19 відгуків, із середнім балом 6/10. На Metacritic фільм «Друзі: Возз'єднання» має середньозважений бал 69 із 100, що вказує на «сприятливі відгуки» на основі 19 критиків.